# Xangó

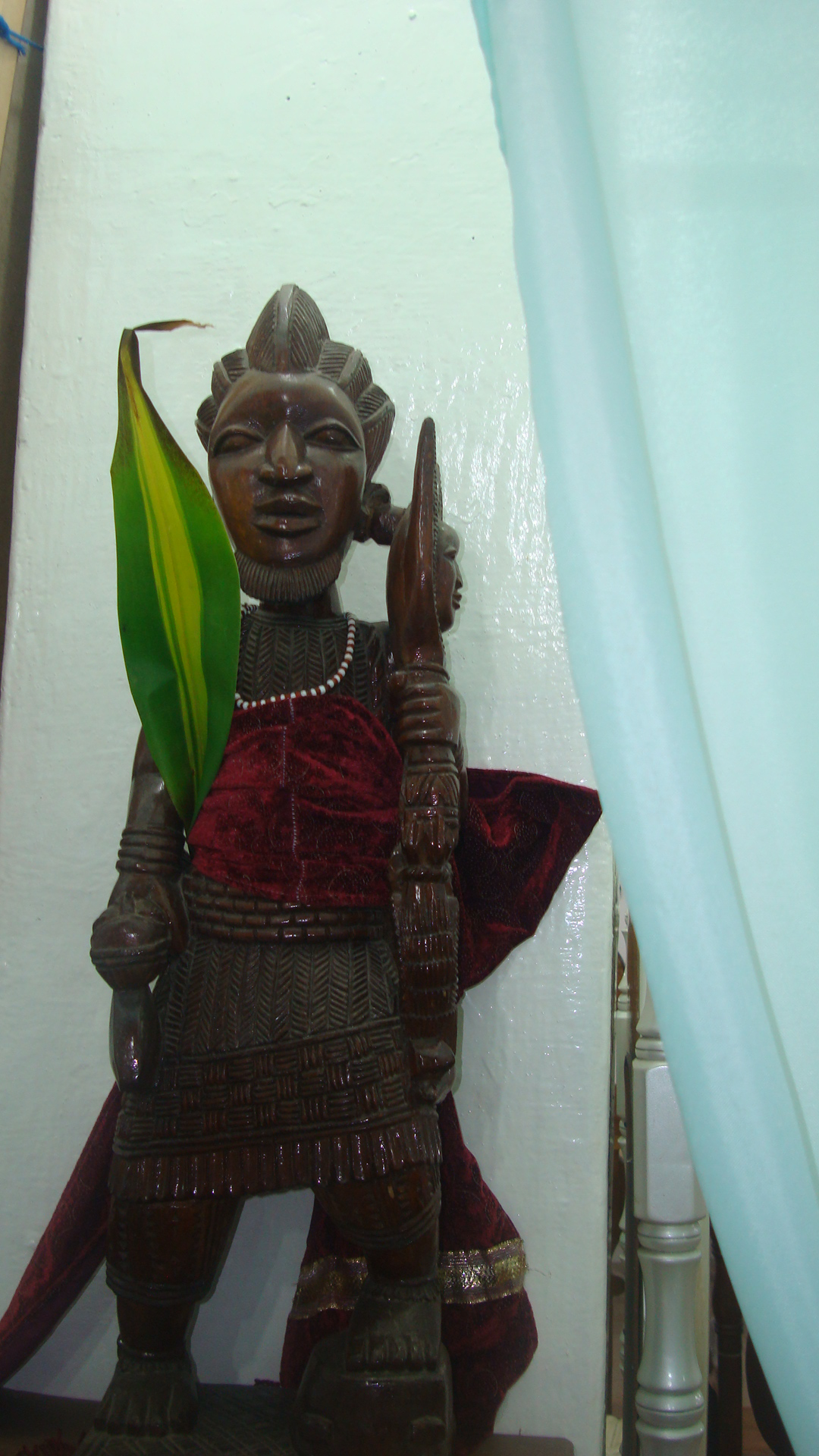
Escultura de Xangó.

Xangó, és un Orixa de l'antiga religió del poble ioruba. En la santeria afrocubana, Xangó es va sincretitzar amb Sant Marc Evangelista i amb Santa Bàrbara de Nicodèmia.

## La llegenda de Xangó

### Introducció
Xangó és un Orixa del panteó ioruba. Es considera el Rei de la regla d'Oxa. Xangó és l'Orixa dels trons, dels rajos, de la justícia, de la virilitat, de la dansa i del foc. Xangó va ser en el seu temps un rei, un guerrer i un bruixot, per equivocació va destruir la seva casa, a la seva esposa, i als seus fills, i aleshores es va convertir en Orixa. Xangó, és l'Orixa de la justícia, la dansa i la força viril, amo dels tambors Batà, Wemileres, Ilú Batá, i Bembés, de la dansa i la música; representa la necessitat i l'alegria de viure, la intensitat de la vida, la bellesa masculina, la passió, la intel·ligència i les riqueses.

### Qui és Xangó
Changó és anomenat Yakutà (el llançador de pedres) i Obakoso (rei de Koso). El seu nom significa revoltós. Va ser el quart rei orisha, i també fou el primer que va canviar l'art de la adivinació amb Orunmila com a rei de la dansa. És amo també dels tambors Batà, Wemileres, Ilú Batà, i Bembés, perquè va intercanviar l'oracle de la regla d'Ifà (santeria) amb Orula i els tambors de Batà. És sincretitzat a l'Església catòlica amb Santa Bàrbara.

### La família de Xangó
Xangó va ser l'espòs d'Obà, Oyà, i Oxún, Xangó també fou el fill d'Obatalà i de Yembó, tot i que en alguns camins, descendeix directament d'Olodumare. El germà bessó d'Agayú, no obstant això, en tots els camins es considera que fou criat per Yemayà i Dadà. El germà d'aquesta darrera, com també d'Eleggua, Orula, Ogún, Oxosi i Ozún, enemic d'Ogún en la guerra, on li va robar la seva segona esposa, Oyà. És també pare dels imejis, en alguns camins, i és el fillol d'Ozain.

### Les ofrenes i els balls a Xangó
Les ofrenes a Xangó estan fetes amb farina de dacsa, llet, plàtans verds, plàtan, vi negre, ordi, etc. Se li immolen cabres, galls d'indi, gallines, coloms, etc.

### La llegenda de Xangó
Enfurismat amb els seus descendents en saber que Ogun havia volgut fornicar amb la seva pròpia mare, Obatalà va ordenar executar a tots els homes. Quan va néixer Xangó, Eleggua (el seu germà) el va dur d'amagat amb la seva germana més gran, Dadà, perquè el criés. Al cap de poc temps va néixer Orula, l'altre germà. Eleggua, també temerós de la ira d'Obatalà, el va enterrar al peu d'una ceiba i li portava ofrenes de menjar tots els dies. El temps va transcórrer i un bon dia Obatalà va caure malalt. Eleggua va cercar ràpid a Xangó perquè el guarís. Després que el gran mètge Xangó va guarir al seu pare, Eleggua va aprofitar l'ocasió per implorar a Obatalà el perdó d'Orula.
Obatalà va accedir i va concedir-li el perdó. Xangó ple de goig va tallar la ceiba i amb la seva fusta, va tallar un bell tauler i juntament amb ell li va donar al seu germà Orunmila el do de la adivinació. Des de llavors Orunmila diu: “Maferefun (benedicció) Eleggua, maferefun Xangó, Elegbara”. També per la mateixa raó, Orunmila porta en la cadeneta, un fragment del collaret de Xangó. Des de llavors, Orunmila és l'adivinador del futur, com a intèrpret de l'oracle d'Ifà, amo del tauler i conseller dels homes.